# Naraštaj
Naraštaj ili pokoljenje (ponekad i latinizam generacija od latinskog generāre = začeti) izraz je za ukupnost osoba rođene u relativno istom vremenskom razdoblju i / ili osoba sa sličnim interesima koje proizlaze iz njihovog rođenja u relativno sličnom vremenskom razdoblju. Moze se odnositi i na životinje iste ili slične dobi. 
Naraštaj se odnosi na dob, sustav vrijednosti i druge faktore. Zbog činjenice da su pripadnici jednog pokoljenja žive u istom povijesnom razdoblju, njihovi interesi, ciljevi, potrebe su pogođeni ili izloženi otprilike istim društveno-kulturnim okolišu.
Događaji koji utječu na pokoljenje određivanju održavanja obilježja tog trenutka u povijesti, kulturi i društvu. 
Neki sociolozi govore danas o  "internet naraštaju", iako sadrži veliku skupinu ljudi koji mogu biti starije osobe, odrasli, mladi ljudi, pa čak i djeca.